# Джетт (Монтана)
Джетт (англ. Jette) — переписна місцевість (CDP) в США, в окрузі Лейк штату Монтана. Населення — 273 особи (2020).

## Географія
Джетт розташований за координатами 47°43′1″ пн. ш. 114°11′26″ зх. д. / 47.71694° пн. ш. 114.19056° зх. д. (47.716925, -114.190557).  За даними Бюро перепису населення США в 2010 році переписна місцевість мала площу 1,60 км², уся площа — суходіл.

## Демографія
Згідно з переписом 2010 року, у переписній місцевості мешкали 253 особи в 114 домогосподарствах у складі 79 родин. Густота населення становила 158 осіб/км².  Було 163 помешкання (102/км²).
Расовий склад населення:
| - 87,4 % — білих - 7,5 % — корінних американців - 0,8 % — азіатів |

До двох чи більше рас належало 4,3 %. Частка іспаномовних становила 1,2 % від усіх жителів.
За віковим діапазоном населення розподілялося таким чином: 17,0 % — особи молодші 18 років, 60,5 % — особи у віці 18—64 років, 22,5 % — особи у віці 65 років та старші. Медіана віку мешканця становила 53,2 року. На 100 осіб жіночої статі у переписній місцевості припадало 87,4 чоловіків;  на 100 жінок у віці від 18 років та старших — 85,8 чоловіків також старших 18 років.
Середній дохід на одне домашнє господарство  становив 54 770 доларів США (медіана — 48 990), а середній дохід на одну сім'ю — 69 657 доларів (медіана — 54 348). 
Цивільне працевлаштоване населення становило 106 осіб. Основні галузі зайнятості: фінанси, страхування та нерухомість — 37,7 %, освіта, охорона здоров'я та соціальна допомога — 16,0 %, публічна адміністрація — 13,2 %, мистецтво, розваги та відпочинок — 11,3 %.